# Ptilonorhynchus violaceus
El pergolero satinado (Ptilonorhynchus violaceus) es una especie de ave paseriforme de la familia Ptilonorhynchidae que forma su propio  género monotípico, Ptilonorhynchus. Se distribuye por Australia.

## Subespecies
Se reconocen las siguientes subespecies:
- Ptilonorhynchus violaceus minor A. J. Campbell, 1912
- Ptilonorhynchus violaceus violaceus (Vieillot, 1816)